# Куттс, Алишия
Алишия Куттс (англ. Alicia Coutts; род. 14 сентября 1987 года, Брисбен, Квинсленд) — австралийская пловчиха. Специализируется в плавании вольным стилем, баттерфляем и комплексным плаванием на дистанциях 100 и 200 метров.
Дебютировала в составе сборной страны на Олимпийских играх 2008 года в Пекине в соревнованиях на 200-метровке комплексным плаванием.
На Олимпийских играх 2012 года она выиграла пять медалей, что повторило достижения Шейн Гоулд и Яна Торпа на одной Олимпиаде.